# 佐藤正彰
佐藤 正彰（さとう まさあき、1905年12月12日 - 1975年11月1日）は、日本のフランス文学者。

## 生涯
東京府生まれ、父は戦前の漢文教科書を著した佐藤正範（山形出身で旧制高校教師）。第一高等学校、東京帝国大学文学部仏文科卒業、辰野隆の門下生。友人に齋藤磯雄、中村光夫、小林秀雄、河上徹太郎、唐木順三等がいる。
ポール・ヴァレリー、マルセル・プルーストの最初期の紹介者であり、生涯にわたり『ヴァレリー全集』（筑摩書房）の編さん校訂、翻訳・監修を担当。ボードレール、ネルヴァルの翻訳研究でも著名。『マルドリュス版 千一夜物語』は、共訳版（岩波文庫）を経て、単独訳（筑摩書房）を行った。なお前者・岩波版により、渡辺一夫らと読売文学賞（第11回）を受賞した。
1949年より明治大学教授、1956年に数年間パリ留学し現地でも講義した。1972年に紫綬褒章。『ボードレール雑話』により、2度目の読売文学賞（第26回、研究・翻訳賞）を受賞したが、同年秋に食道ガンで没した。直前にカトリックの洗礼を受け、葬儀は自宅のある鎌倉の教会で行なわれた。没後に蔵書6000冊が明治大学図書館に収蔵された。

## 著書
- 『ヴァレリイ篇 世界文豪読本』第一書房、1938
復刻版、3巻組で『世界文豪読本全集』クレス出版、2001
- 『ボードレール 鑑賞世界名詩選』筑摩書房、1956
- 『ボードレール雑話』筑摩書房、1974
- 『フランス文学雑話』（佐藤正彰文集刊行会）、1997 - 非売品

## 主な単著訳
- プルウスト『スワン家の方 失ひし時を索めて 1』淀野隆三共訳、武蔵野書院、1931
- ポオル・ヴァレリイ『ヴァリエテ I』中島健蔵共訳、白水社、1932、再版1939ほか
- ポオル・ヴァレリイ『ゲエテ頌』江川書房、1933、野田書房、1935
- 『ボオドレエル藝術論集』中島健蔵共訳、芝書店、1934
  - 『ボードレール芸術論』角川文庫、1953 復刊1989
- ヴアレリイほか『精神の将来 欧羅巴精神の将来』芝書店、1936
- ヴアレリイほか『現代人の建設』知的協力国際協会編、創元社、1937
- ヴァレリイ『藝術の概念』野田書房、1937。限定冊子150部
- ネルヴァル『夢と人生』岩波文庫 1937 復刊1983、筑摩書房 1948、創元文庫 1952
- ギュスターヴ・ランソン『文學史の方法』白水社、1939（佛蘭西文藝思潮叢書）
- スタンダール『ナポレオン伝』（選集）竹村書房 1937、弘文堂書房 世界文庫 1940、河出書房 1944
- スタンダール『ラシーヌとシェイクスピア』青木書店 1939、高桐書院 1949
- ヴァレリイ『詩について』 創元社（創元選書）、1940
- 『ボードレール全集 第4巻 浪曼派藝術論』河出書房、1939 - 全5巻、六隅許六（渡辺一夫）装幀
  - 『ボードレール全集 ロマン派藝術 上・下』河出書房、1947-48 - 第6・7巻で再刊（未完）
- ジョゼフ・ケッセル『佯りなき心』実業之日本社、1941（佛蘭西文学賞叢書）
- ペロー『ペローおとぎばなし』国立書院 1947、創元社 1954（世界少年少女文学全集） 
  - 『おやゆびこぞう ペローどうわ』筑摩書房、1955
- ボードレール『エドガア・ポオ』小林秀雄共訳、角川書店（飛鳥新書）、1948
- ボードレール『母への手紙 上』創元社（創元選書）、1949。下巻は未刊[1]
- ポール・ヴァレリー『私の見るところ ヴァリエテ V』寺田透共訳、筑摩書房（筑摩叢書）、1966、復刊1985
- 『千一夜物語 世界文学大系73』筑摩書房、1964
  - 完訳版『千一夜物語 世界古典文学全集31・32・33・34』筑摩書房、1964-70、復刊 1982、2005ほか
    - 『マルドリュス版 千一夜物語』筑摩書房（全8巻）、1974（上記の分冊版）
    - 『千一夜物語』ちくま文庫（全10巻）、1988-89（電子書籍で再刊、2010）

## 主な共編訳
- ジャック・リヴィエール『全訳 エチュード』（河上徹太郎・富永惣一・小林秀雄共訳）芝書店、1933

「ボオドレエル」「クロオデル」を担当
- ジイド『文藝評論』 正・続（訳者代表）芝書店、1933
  - 抄版・改題『藝術の限界・その他』改造文庫、1939
  - 『アンドレ・ジイド全集 第7巻 続プレテクスト』建設社、1934
  - 『ジイド全集 13　文學評論』新潮社、1951
- 『アナトオル・フランス短篇小説全集』 白水社（第4・5・7巻）、1939、復刊1950
  - 改訂新版『アナトール・フランス小説集』白水社、2000。各・杉捷夫と分担訳

『9 クランクビーユ 短篇集』、『10 ジャック・トゥルヌブローシュのコント 短篇集』
　『12 ジョカストとやせ猫 短篇集』
- 『ポオル・ヴアレリイ全集』（辰野隆、落合太郎、鈴木信太郎監修）筑摩書房、1942-47。9巻分を刊行
- 『ポオル・ヴァレリイ全集』 筑摩書房（第7・10・11・16巻）、1950-51。上記とは異なった版本
- 『デカルト選集 第5・6巻』（共編訳）創元社、1939-40
  - 再版『デカルト書簡集』上・下、創元社（哲学叢書）、1947
- 『千一夜物語』全26巻（豊島与志雄、渡辺一夫、岡部正孝と共訳）岩波文庫、1940-59。第11回読売文学賞受賞
  - 改訂版『完訳 千一夜物語』全13巻、岩波書店、1982-83／岩波文庫、1988。岡部が改訂
- 『ボードレール評論集』全3巻、創元文庫、1953
- 『ボオドレエル全集 第1巻 悪の華』（齋藤磯雄訳、注解担当）創元社、1954。本巻のみ刊行
- アルベール・ティボーデ『フランス文学史』（平岡昇・鈴木力衛等と共訳）、ダヴィッド社（上・下）、1954／角川文庫（全3巻）、1960
- 『ポール・ヴァレリー　現代世界文學全集25』新潮社、1955
- ポール・ヴァレリー『ヴァリエテ』（全2巻、鈴木信太郎と共編）人文書院、1966。限定版
- 『ヴァレリー全集』 筑摩書房（全12巻）、1967-68、補巻1971。新装版 1973-74。増補版＋補巻2 1977-78
- 『ネルヴァル全集3 オーレリア』 筑摩書房（全3巻）、1976
- 『ヴァレリー全集 カイエ篇2 言語』 寺田透と共訳（全9巻）筑摩書房、1982